# Христиани (остров)
Христиани́ (греч. Χριστιανή «христианка») — необитаемый скалистый остров вулканического происхождения в Греции, в Эгейском море к юго-западу от Тиры. Относится к группе островов Христиана в архипелаге Киклады. Входит в сообщество Тира в общине (диме) Тира в периферийной единице Тира в периферии Южные Эгейские острова. Наивысшая точка 285 метров над уровнем моря.

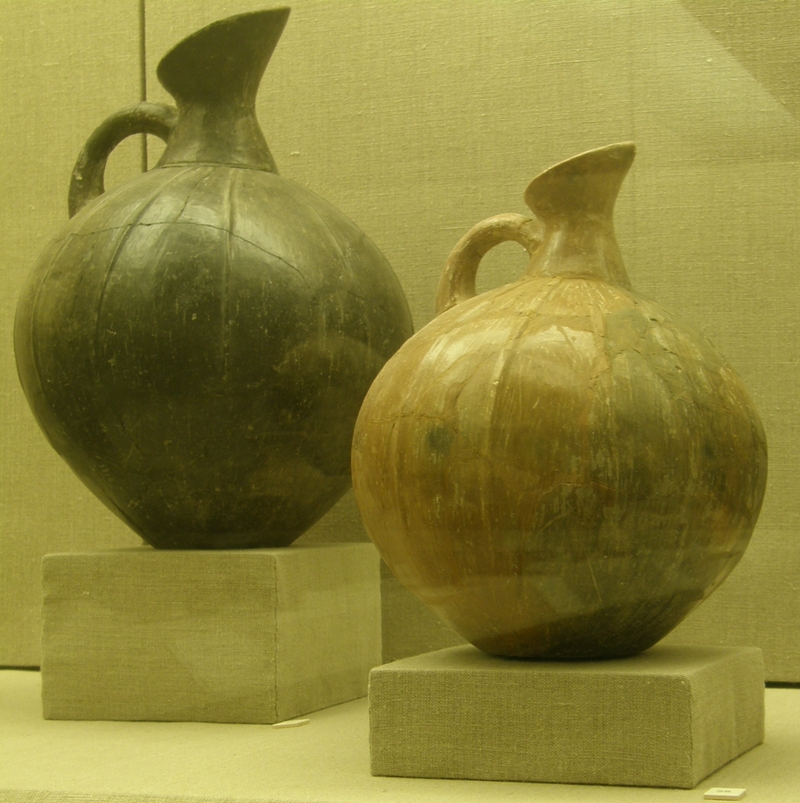
Сосуды с Христиани. Раннекикладский период EC III (2200–2000 до н. э.). Музей Тиры доисторического времени, Тира

Христиани — первый остров в группе из трёх островов. К юго-востоку в одном километре находится Асканья, в трёх километрах — Эсхати.
На острове найдены следы человеческой деятельности, такие как каменные стены сухой кладки, гумно, здания и артефакты, которые показывают, что остров был обитаемый ещё с доисторических времен (с конца 3-го тысячелетия до н. э.). В северной части острова построена небольшая церковь Айос-Василиос (Св. Василия).
Острова Христиана являются важным местом гнездования чеглока Элеоноры (Falco eleonorae).